# Роузвілл (Іллінойс)
Роузвілл (англ. Roseville) — селище (англ. village) в США, в окрузі Воррен штату Іллінойс. Населення — 892 особи (2020).

## Географія
Роузвілл розташований за координатами 40°43′51″ пн. ш. 90°39′50″ зх. д. / 40.73083° пн. ш. 90.66389° зх. д. (40.730756, -90.663892).  За даними Бюро перепису населення США в 2010 році селище мало площу 2,10 км², уся площа — суходіл.

## Демографія
Згідно з переписом 2010 року, у селищі мешкало 989 осіб у 422 домогосподарствах у складі 261 родини. Густота населення становила 470 осіб/км².  Було 469 помешкань (223/км²).
Расовий склад населення:
| - 99,4 % — білих - 0,2 % — корінних американців - 0,1 % — вихідців з тихоокеанських островів - 0,1 % — азіатів |

До двох чи більше рас належало 0,2 %. Частка іспаномовних становила 0,2 % від усіх жителів.
За віковим діапазоном населення розподілялося таким чином: 19,5 % — особи молодші 18 років, 53,5 % — особи у віці 18—64 років, 27,0 % — особи у віці 65 років та старші. Медіана віку мешканця становила 49,0 року. На 100 осіб жіночої статі у селищі припадало 86,3 чоловіків;  на 100 жінок у віці від 18 років та старших — 81,7 чоловіків також старших 18 років.
Середній дохід на одне домашнє господарство  становив 58 530 доларів США (медіана — 42 406), а середній дохід на одну сім'ю — 66 517 доларів (медіана — 46 250). Медіана доходів становила 40 054 долари для чоловіків та 28 250 доларів для жінок. За межею бідності перебувало 11,8 % осіб, у тому числі 25,3 % дітей у віці до 18 років та 0,0 % осіб у віці 65 років та старших.
Цивільне працевлаштоване населення становило 533 особи. Основні галузі зайнятості: освіта, охорона здоров'я та соціальна допомога — 27,2 %, роздрібна торгівля — 11,8 %, виробництво — 9,4 %, будівництво — 8,8 %.